# Nivel medio del mar en Alicante
El nivel medio del mar en Alicante o nivel medio del Mediterráneo en Alicante (NMMA) es el plano de referencia para Altimetría (cero geodésico) en la España peninsular. Desde el 30 de agosto de 2007 forma parte del sistema geodésico de referencia oficial en España.
Este nivel se estableció como referencia para la red de nivelación de precisión necesaria para la realización del Mapa Topográfico Nacional cuyos trabajos comenzaron en 1857. Para ello se escogió Alicante como lugar para establecer mediante medidas del nivel un valor medio que sirviera como cota cero para el resto de mediciones altimétricas en la península. Las razones para escoger Alicante fueron, fundamentalmente, meteorológicas y geofísicas, incluyendo la baja amplitud de las mareas del Mediterráneo.

## Mediciones

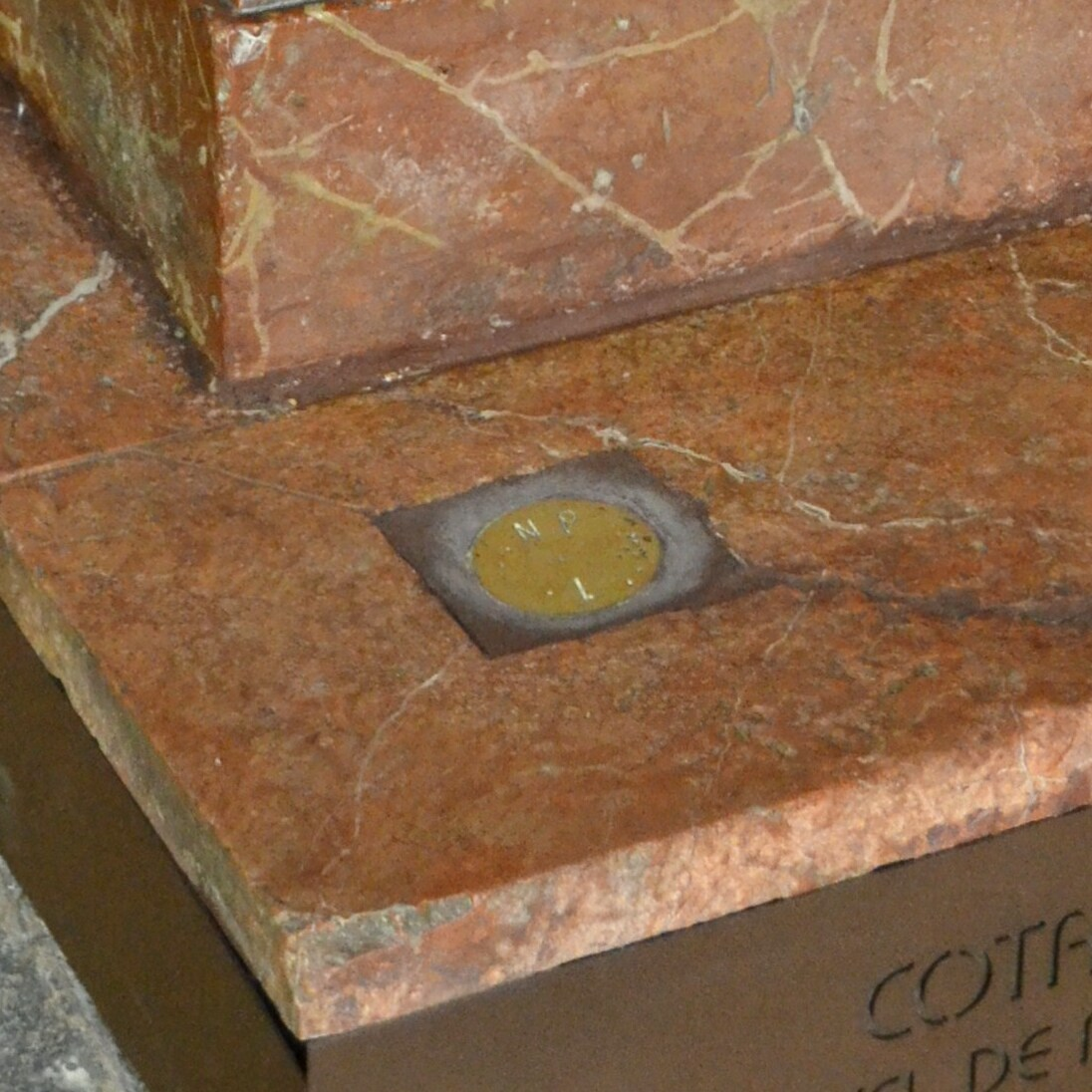
Disco de bronce NP1 sobre el primer escalón de la escalera interior del ayuntamiento de Alicante

El nivel medio del mar en Alicante se midió desde el 1 de julio de 1870 al 28 de febrero de 1872 en el interior del puerto de Alicante. El punto elegido, denominado z, se encontraba bajo el agua sobre la berma del cimiento del muelle de Levante al pie de unas escaleras, señalado con una marca metálica. Sobre ella, una regla metálica con divisiones cada 5 mm sobre la que cada día se realizaban 4 mediciones diarias, desde las 9 hasta las 18 horas y cada 3 horas, de la altura del nivel del mar desde el cero de la regla. El promedio de mediciones dio como resultado una altura media de 0,430 m.
La primera señal principal de la red de nivelación se colocó mediante un disco de bronce sobre el primer escalón de la escalera interior del ayuntamiento, identificado como NP1.. A través de dos puntos intermedios, ambos en el mismo muelle de Levante, se determinó que la diferencia de nivel entre NP1 y el punto z era de 3,8395 m. En consecuencia, se estableció que la altitud de NP1 era de 3,4095 m sobre el nivel medio.

## Red de nivelación de precisión
La red de nivelación de precisión se completó entre los años 1871 y 1922. 
Con un total de 92 líneas, por carreteras y líneas férreas, sumó un total de 16 611 km  en los que se colocaron 18 025 señales de las que 2 174 eran señales principales, materializados en clavos de bronce marcados por las iniciales NP y su número de orden. 

Red geodésica de 1.er orden y nivelaciones de precisión de España (1883). En rojo se indican las líneas de nivelación, las altitudes y, con ×, la posición de los mareógrafos.

La primera línea de nivelación de precisión, de Alicante a Madrid, comenzó el 12 de agosto de 1871. Posteriormente se comunicó Madrid con Santander, de manera que estuvieran relacionadas los niveles del mar Mediterráneo y el mar Cantábrico. En ambos puertos se colocaron los primeros mareógrafos permanentes. El tercero se ubicó en Cádiz tras completarse la nivelación quedando relacionado el océano Atlántico.

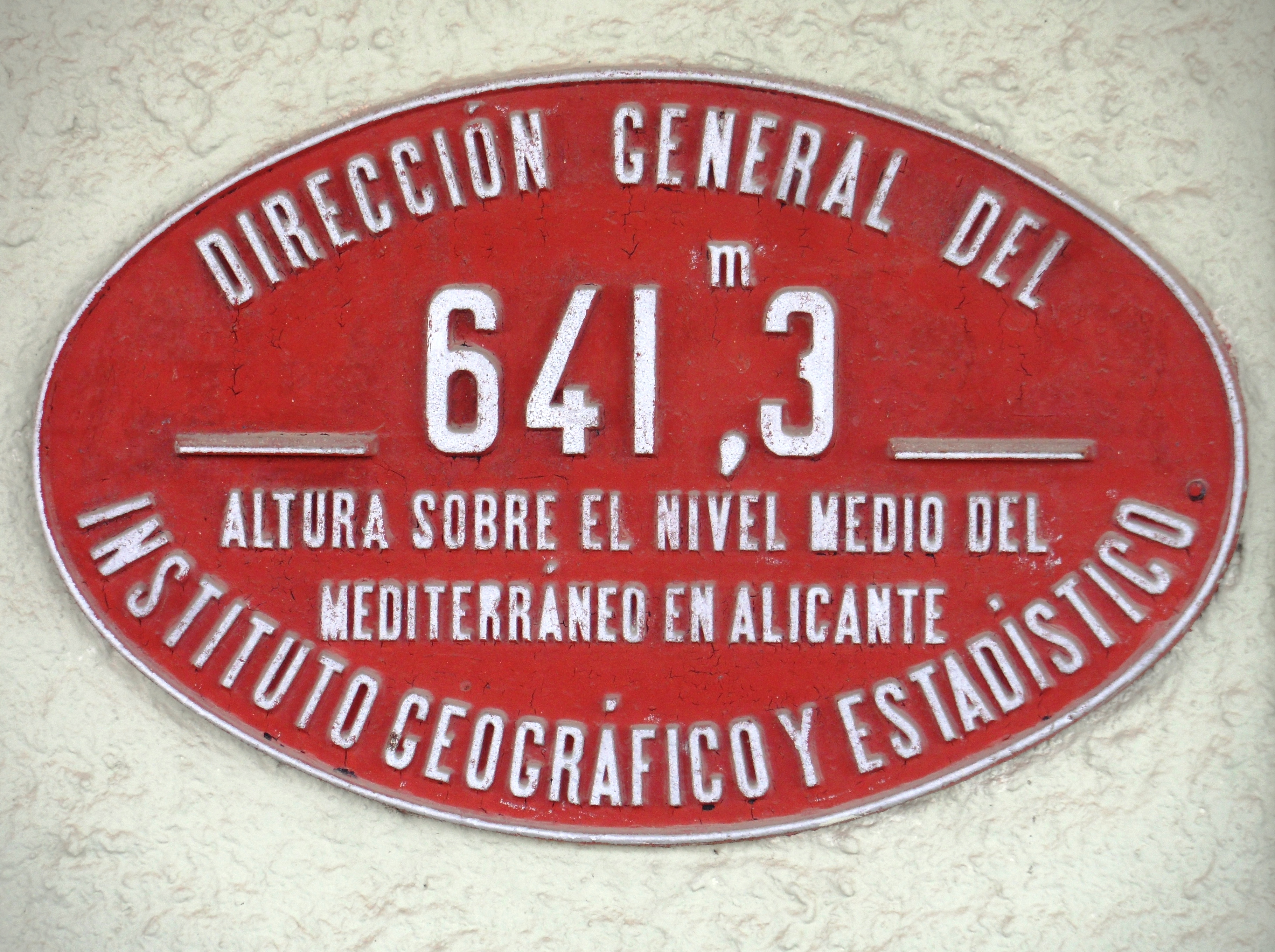
Placa de altitud sobre el nivel del mar de la estación de la Encina (Villena).

Complementando a los clavos en algunos edificios públicos, como ayuntamientos y los de estaciones de ferrocarriles, se colocaron en las fachadas placas ovaladas indicando la altitud. Estas planchas expresan, con precisión decimétrica, la altitud de su eje horizontal, resaltado, con respecto al nivel medio del Mediterráneo en Alicante. En estaciones se colocaron un total de 428.